# Poker Million
Die Poker Million war ein europäisches Pokerturnier, das erstmals im Jahr 2000 sowie jährlich von 2003 bis 2010 ausgespielt wurde. In England wurde es live bei Sky Sports übertragen.

## Austragungen

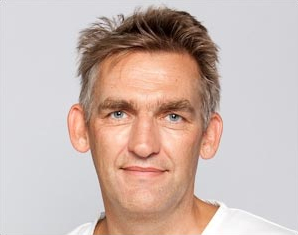
John Duthie gewann die erste Austragung im November 2000

| Beginn        | Teilnehmer | Sieger         | Herkunft               | Preisgeld (in $) | Quelle |
| ------------- | ---------- | -------------- | ---------------------- | ---------------- | ------ |
| 16. Nov. 2000 | 156        | John Duthie    | Vereinigtes Konigreich | 1.426.330        |        |
| 14. März 2003 | 036        | Jimmy White    | Vereinigtes Konigreich | 0.150.000        |        |
| 9. Juli 2004  | 072        | Donnacha O’Dea | Irland                 | 0.300.000        |        |
| 19. Aug. 2005 | 077        | Tony Jones     | Vereinigtes Konigreich | 1.000.000        |        |
| 15. Dez. 2006 | 077        | Rajesh Modha   | Vereinigtes Konigreich | 1.200.000        |        |
| 21. Dez. 2007 | 077        | Joe Beevers    | Vereinigtes Konigreich | 1.000.000        |        |
| 13. Dez. 2008 | 077        | Marty Smyth    | Irland                 | 1.000.000        |        |
| 4. Dez. 2009  | 072        | James Akenhead | Vereinigtes Konigreich | 0.500.000        |        |
| 10. Dez. 2010 | 048        | Gus Hansen     | Danemark               | 1.000.000        |        |